# The Catholics
The Catholics is de band waar Frank Black sinds 1993 mee samenspeelt, na zijn succes in Pixies.